# Collet del Monjo
El Collet del Monjo és un coll dels contraforts nord-orientals del Massís del Canigó, a 2.164,2 metres d'altitud, en el terme comunal de Nyer, a la comarca del Conflent, de la Catalunya del Nord. És a prop de l'extrem sud del terme de Nyer, quasi al límit amb el de Mentet. És a la Serra del Sordill, a prop al sud-est de les Llises de Querroig, en el vessant oriental del Puig de la Costa Llisa. Hi passa el Camí del Coll del Pal.